# Kanton Sombernon
Sombernon is een voormalig kanton van het Franse departement Côte-d'Or. Het kanton maakte deel uit van het arrondissement Dijon. Het werd opgeheven bij decreet van 18 februari 2014, met uitwerking op 22 maart 2015. Alle gemeenten werden opgenomen in het nieuwe kanton Talant.

## Gemeenten
Het kanton Sombernon omvatte de volgende gemeenten:
- Agey
- Ancey
- Arcey
- Aubigny-lès-Sombernon
- Barbirey-sur-Ouche
- Baulme-la-Roche
- Blaisy-Bas
- Blaisy-Haut
- Bussy-la-Pesle
- Drée
- Échannay
- Gergueil
- Gissey-sur-Ouche
- Grenant-lès-Sombernon
- Grosbois-en-Montagne
- Mâlain
- Mesmont
- Montoillot
- Prâlon
- Remilly-en-Montagne
- Saint-Anthot
- Sainte-Marie-sur-Ouche
- Saint-Jean-de-Bœuf
- Saint-Victor-sur-Ouche
- Savigny-sous-Mâlain
- Sombernon (hoofdplaats)
- Verrey-sous-Drée
- Vieilmoulin